# Загадка волшебной страны
«Загадка волшебной страны» — второй полноформатный альбом группы «Эпидемия». Вышел 1 сентября 2001 года. Альбом стал первой записью группы с новым вокалистом Максимом Самосватом и последней — с гитаристом Романом Захаровым и ударником Андреем Лаптевым.
Альбом отличается от предыдущих работ группы большей мелодичностью. На песни «Я молился на тебя» и «Livin’ in Twilight» были сняты клипы.
Многие песни с этого альбома — только за авторством Юрия Мелисова — были позднее перезаписаны новым составом «Эпидемии» с вокалом Максима Самосвата на альбоме «Жизнь в сумерках». В 2023 году альбом был перезаписан новым составом с вокалом Евгения Егорова, однако текст песни «Загадка волшебной страны» был частично изменён.

## Список композиций

### 2001
| №  | Название                          | Текст песни  | Музыка          | Длительность |
| -- | --------------------------------- | ------------ | --------------- | ------------ |
| 1. | «Чёрный маг»                      | Мелисов      | Мелисов         | 6:54         |
| 2. | «Хождение за три моря»            | Захаров      | Захаров         | 5:12         |
| 3. | «Кумир»                           | Захаров      | Захаров/Пулин   | 4:47         |
| 4. | «Феанор»                          | Мелисов      | Мелисов         | 9:20         |
| 5. | «Загадка волшебной страны»        | Мелисов      | Мелисов         | 5:46         |
| 6. | «Прощание с волшебной страной»    | инструментал | Мелисов/Захаров | 4:04         |
| 7. | «Фея моих снов»                   | Захаров      | Захаров         | 5:39         |
| 8. | «Я молился на тебя»               | Мелисов      | Мелисов         | 4:47         |
| 9. | «Living in Twilight (бонус-трек)» | Мелисов      | Мелисов         | 4:34         |

### 2023
| №  | Название                       | Длительность |
| -- | ------------------------------ | ------------ |
| 1. | «Чёрный маг»                   | 7:17         |
| 2. | «Хождение за три моря»         | 4:40         |
| 3. | «Кумир»                        | 4:50         |
| 4. | «Феанор»                       | 9:55         |
| 5. | «Загадка волшебной страны»     | 5:57         |
| 6. | «Прощание с волшебной страной» | 4:10         |
| 7. | «Фея моих снов»                | 6:00         |
| 8. | «Я молился на тебя»            | 4:40         |
| 9. | «Living in Twilight»           | 4:41         |

## Темы песен
Большинство песен посвящено фэнтези и любовной лирике. По словам Мелисова, именно с этого альбома тематика и философия группы полностью перешли в сторону фэнтези. Так, «Феанор» рассказывает об одноимённом персонаже Толкина, «Чёрный маг» посвящён Рейстлину из цикла Dragonlance, «Загадка волшебной страны» и «Living in Twilight» представляют собой самостоятельные фэнтези-сюжеты. «Кумир» (соавтор Роман Пулин), «Фея моих снов» и «Я молился на тебя» — песни о любви. Из этих двух тем выделяется песня «Хождение за три моря» о знаменитом путешественнике XV века Афанасии Никитине, авторе одноимённой книги.

## Состав

### 2001
- Максим Самосват — вокал
- Юрий Мелисов — гитара, акустическая гитара
- Роман Захаров — гитара
- Илья Князев — бас-гитара, соло-гитара (6)
- Андрей Лаптев — ударные

### 2023
- Евгений Егоров — вокал
- Юрий Мелисов — гитара
- Илья Мамонтов — бас-гитара, гитара
- Дмитрий Процко — гитара
- Дмитрий Кривенков — барабаны
- Елена Минина — вокал (5)
- Александр Андрюхин — клавишные аранжировки